# Podolí (Ratibořské Hory)
Podolí (německy Podol) je malá vesnice, část obce Ratibořské Hory v okrese Tábor v Jihočeském kraji. Nachází se asi tři kilometry západně od Ratibořských Hor. Podolí leží v katastrálním území Podolí u Ratibořských Hor o rozloze 2,54 km².

## Historie
První písemná zmínka o vesnici pochází z roku 1527.

## Obyvatelstvo
| Rok            | 1869 | 1880 | 1890 | 1900 | 1910 | 1921 | 1930 | 1950 | 1961 | 1970 | 1980 | 1991 | 2001 | 2011 | 2021 |
| -------------- | ---- | ---- | ---- | ---- | ---- | ---- | ---- | ---- | ---- | ---- | ---- | ---- | ---- | ---- | ---- |
| Počet obyvatel | 178  | 198  | 208  | 168  | 133  | 106  | 108  | 69   | 78   | 72   | 52   | 41   | 45   | 55   | 49   |
| Počet domů     | 21   | 22   | 24   | 24   | 21   | 21   | 21   | 24   | 20   | 20   | 16   | 22   | 23   | 25   | 25   |

## Obecní správa
Při sčítání lidu v letech 1850–1929 Podolí bylo osadou obce Vesce v okrese Tábor. V letech 1930–1976 bylo samostatnou obcí v okrese Tábor. Od 1. dubna 1976 je částí obce Ratibořské Hory v okrese Tábor.

## Galerie

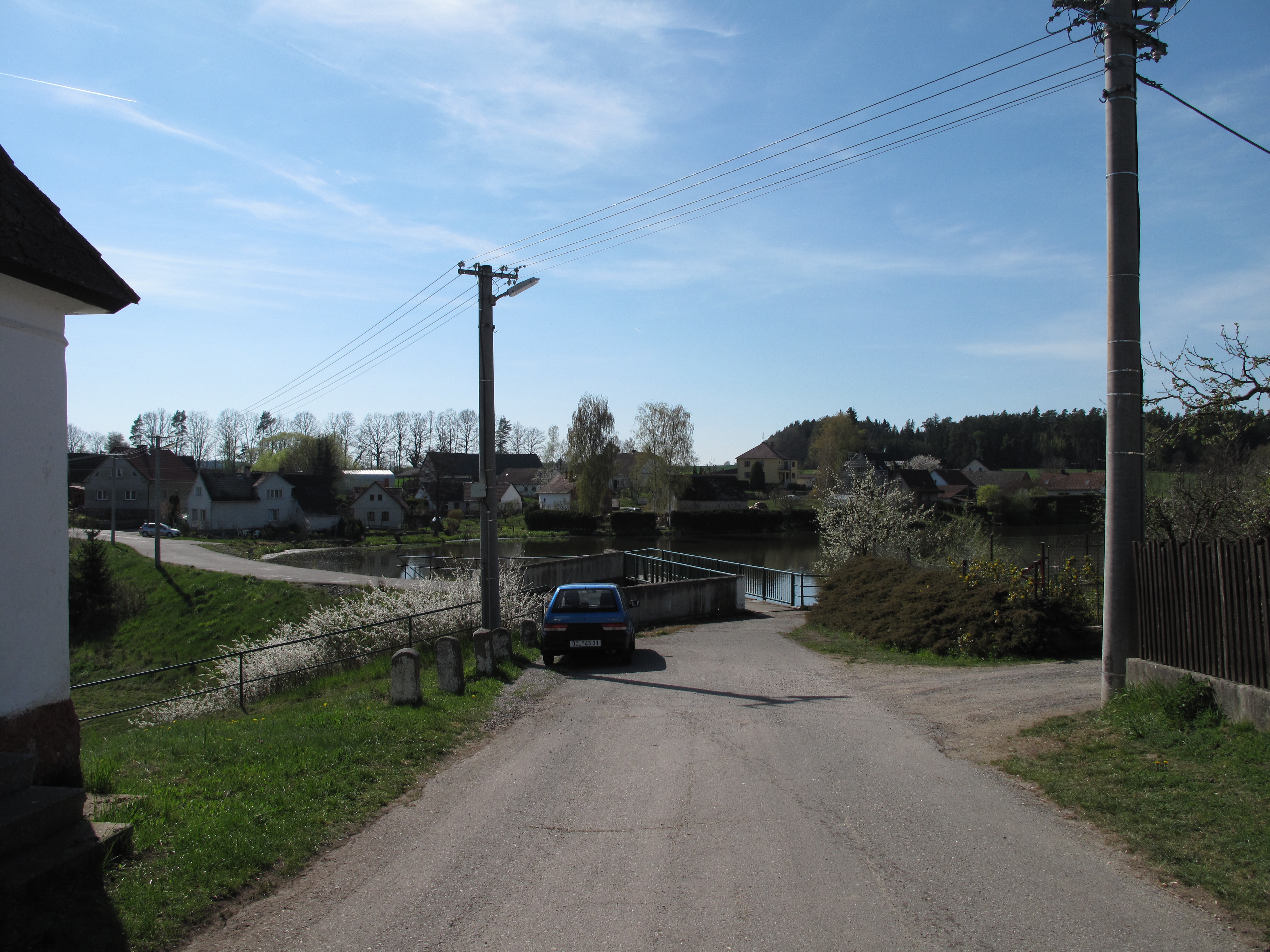
Cesta k rybníku
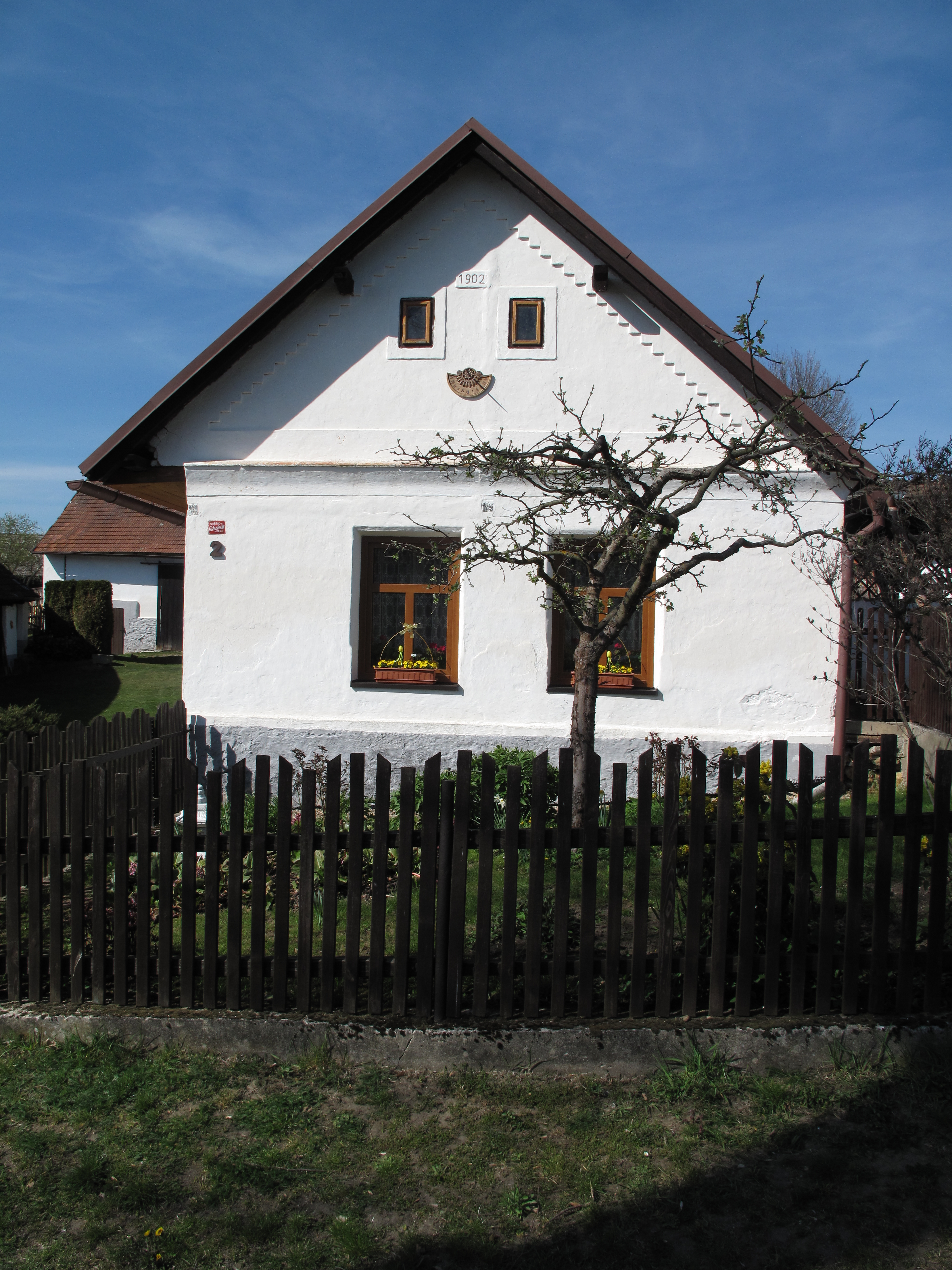
Chalupa
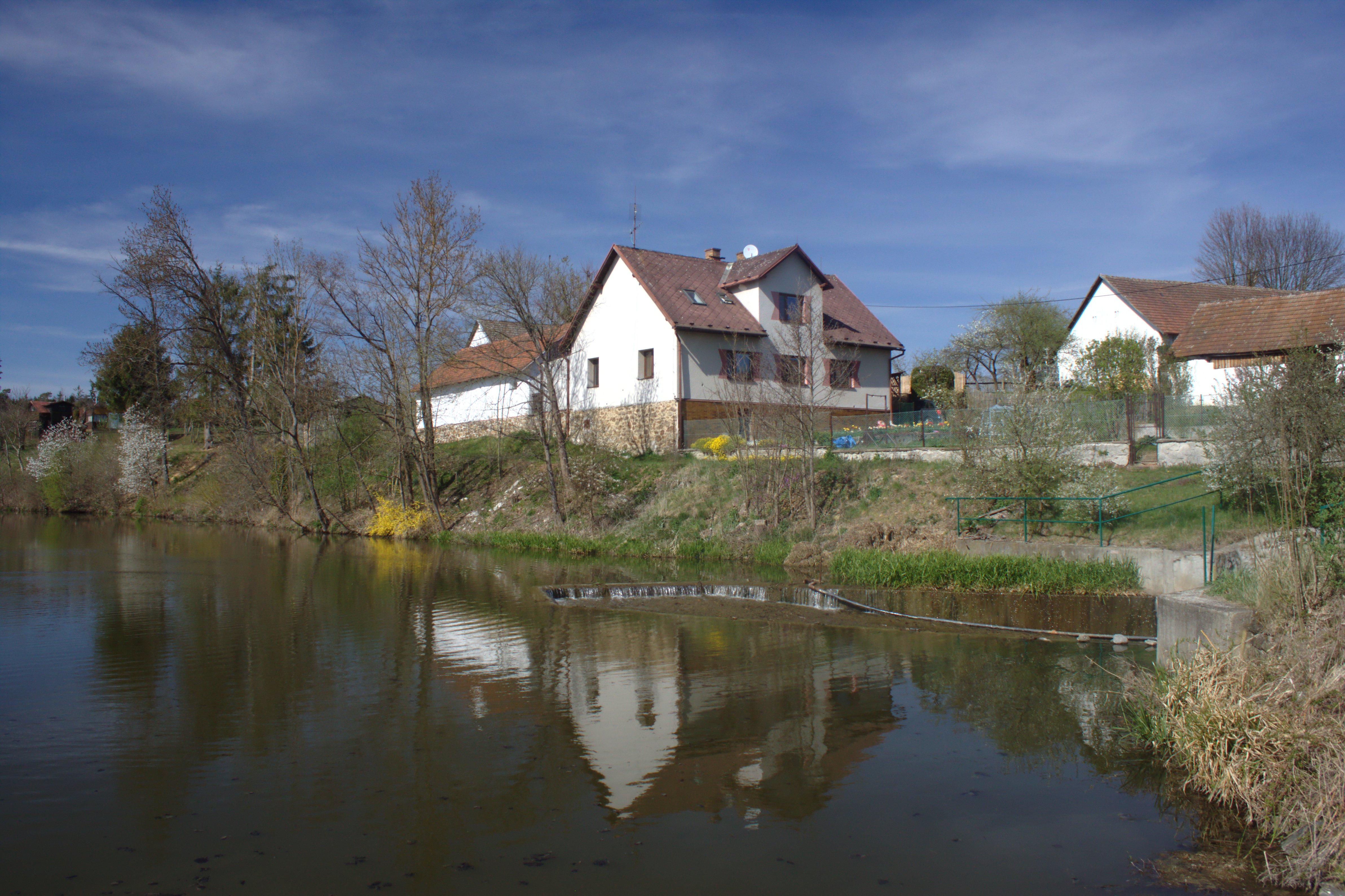
Dům nad rybníkem